# Estela de Aristión
La Estela de Aristión data aproximadamente del 510 a. C. Fue creada por el escultor Aristocles a partir de mármol pentélico y muestra rastros de policromía. Fue encontrado en Velanideza  cerca de Maratón Maratón en Ática, en 1839.

## Descripción
La Estela de Aristión o la Estela del Maratón  es una estela funeraria en el Museo Arqueológico Nacional, Atenas (NAMA, número de inventario 29) que data alrededor del 510 a. C. La obra se encuentra entre las mejores esculturas de la Grecia arcaica tardía. Está labrada en mármol pentélico y mide 2,02 m de altura. Fue encontrada con su basa de 0,24 m de altura. Falta la parte superior de la cabeza y el casco ático.En la parte superior de la basa hay una inscripción, que indica el nombre del difunto en genitivo: Ἀριστίονος,que significa «De Aristión».
«Tanto las proporciones como su pose recuerdan a los kuros del final de escultura arcaica». 
Aristión es representado como un hoplita barbudo de perfil, mirando hacia la derecha,   Va vestido con un quitón sobre el que lleva una armadura. Esta está decorada con motivos geométricos en forma de zigzag y grecas, mientras que en el hombro lleva la imagen de una estrella. El personaje lleva casco en la cabeza y grebas en las piernas. En la mano izquierda sostiene una lanza, mientras que la derecha está bajada a lo largo del cuerpo. Los restos de pintura conservados en la estela indican que originalmente estaba pintada; aún se conservan restos de colores rojo, amarillo y azul. Esta estela es uno de los ejemplares más tardío de la escultura arcaica ateniense.

## Creación
Se sabía que el escultor Aristocles tenía su firma en varias basas, pero su única obra famosa es esta estela.
Su nombre aparece luego en una inscripción de Ática encontrada en Hieraka,

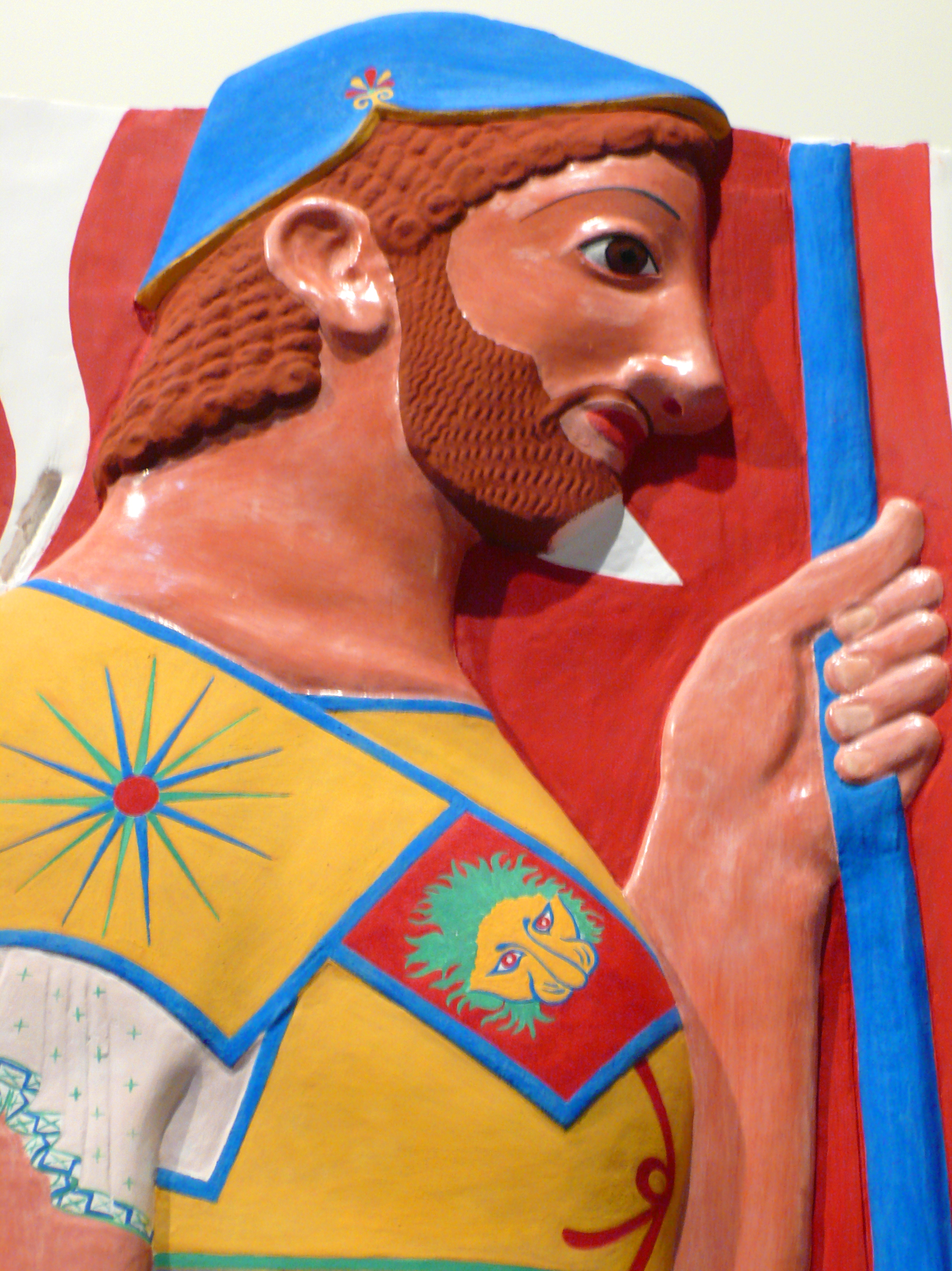
Detalle de la estela. En 2006, fue reconstruida por Vinzenz Brinkmann y Ulrike Koch-Brinkmann.